# شجر البلسم
البلسم أو شجر البلسم هو جنس من الفصيلة البقولية موطنه أمريكة اللاتينية .

## الأنواع
يتعرف بعض المؤلفين على صُنيفات منها والتي تعتمد على الكيمياء النباتية للبلسم الخاصة بهم؛ بينما لا يتعرف المؤلفون الآخرون على هذه الفئات. توجد تقارير عن اختلافات في تكوين البلسم المأخوذة من شجر بلسم طولو وشجر بلسم بيرو وشجرة الكُوِينة.

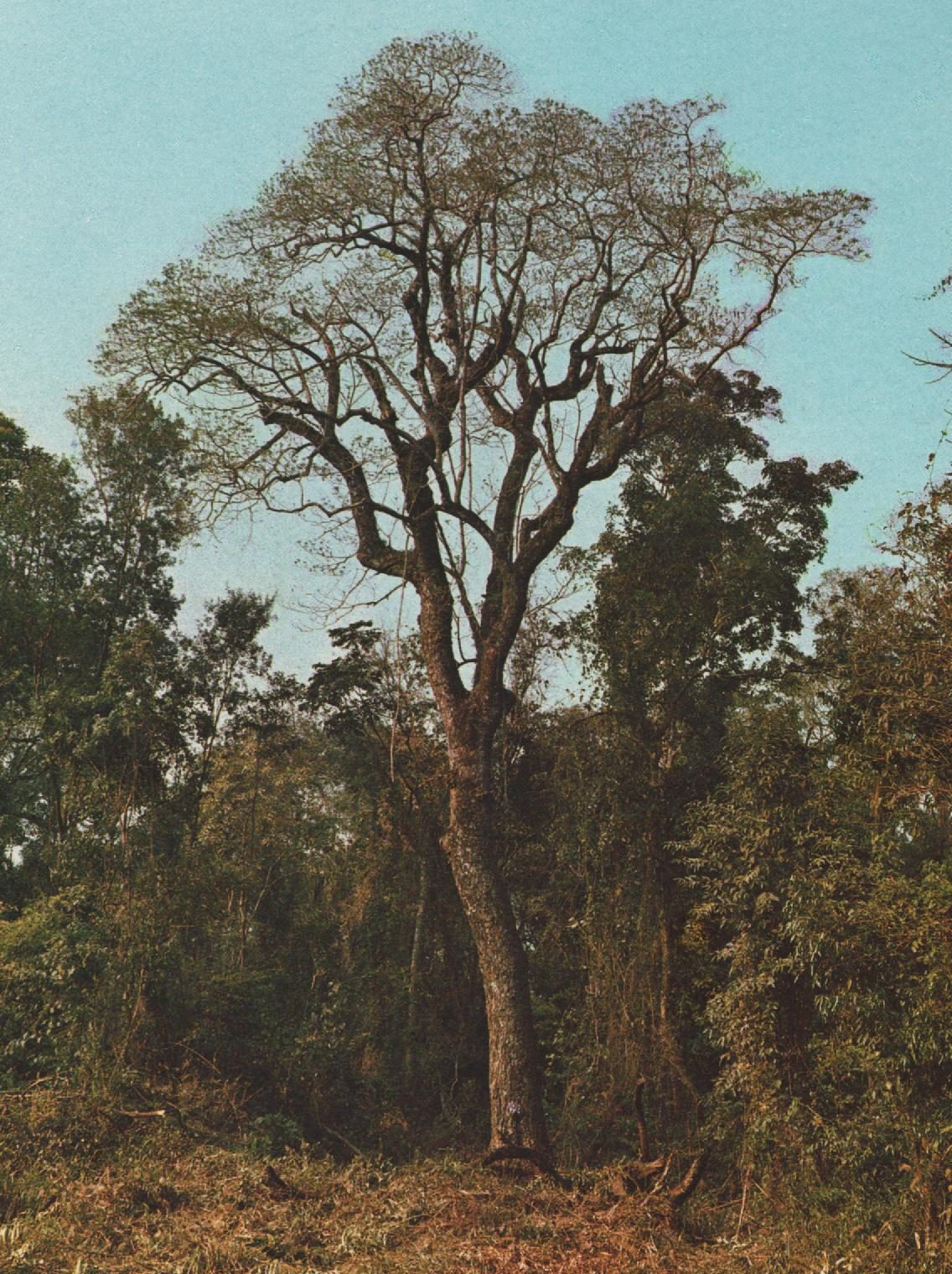

| صورة | نباح | الاسم العلمي         | اسم شائع            | توزيع                                 | الارتفاع (م) |
| ---- | ---- | -------------------- | ------------------- | ------------------------------------- | ------------ |
|      |      | Myroxylon balsamum   | سَنتُس مَهُغاَني، كَبرُيَفة | جنوب المكسيك وأمريكة الوسطى والجنوبية | 200 - 690 م  |
|      |      | Myroxylon peruiferum | كُوِينَة               | جنوب المكسيك وأمريكة الوسطى والجنوبية | 540-2000 م   |